# كأس الاتحاد الأوروبي 1996–97
كأس الاتحاد الأوروبي 1996–97 (بالإنجليزية: 1996–97 UEFA Cup)‏ هو الموسم السادس والعشرون من بطولة كأس الاتحاد الأوروبي.
حقق شالكه 04 الالماني لقب البطولة للمرة الأولى في تاريخه بعد فوزه في النهائي على إنتر ميلان الإيطالي بركلات الترجيح 4-1 بعد التعادل 1-1 في مجموع المباراتين.